# Grenade (노래)
〈Grenade〉는 미국의 싱어송라이터 브루노 마스의 데뷔 음반인 《Doo-Wops & Hooligans》 (2010년)에 수록된 곡이다. 팝과 파워 팝은 스미징턴스(마스, 필립 로렌스, 아리 레빈)이 작사, 작곡, 프로듀싱을 맡았으며, 브로디 브라운, 클로드 켈리, 앤드루 와이어트가 추가 작사를 맡았다. 이 곡은 음반 프로듀서 베니 블랑코가 연주한 비슷한 서정적인 주제를 가진 미발표 트랙에서 마스에 이르기까지 개발되었다. 〈Grenade〉는 음반 발매 이틀 전에 완전히 재정비되어 재녹음되었다. 이 가사는 마스의 사랑을 보여주기 위한 최선의 노력에도 불구하고 짝사랑의 메시지와 마스의 마음이 어떻게 부서졌는지를 담고 있다. 엘렉트라 레코드는 2010년 10월 이 곡을 두 번째 홍보 싱글이자 두 번째 공식 싱글로 미국의 컨템포러리 히트 및 리듬 컨템포러리 방송국에 발매했다.
〈Grenade〉는 평론가들로부터 호평을 받았으며, 이 곡의 보컬과 감성적인 가사를 칭찬했으며, 또한 이 곡이 《Doo-Wops & Hooligans》의 눈에 띄는 곡들 중 하나로 간주되었다. 이 싱글은 15개국 중 1위에 올랐고, 마스는 빌보드 핫 100에서 세 번째 1위 싱글을 얻었으며, 캐나디안 핫 100에서 3주 연속 1위를 차지했다. 〈Grenade〉는 미국 음반 산업 협회와 7개의 호주 음반 산업 협회로부터 다이아몬드 인증을 받았으며, 뮤직 캐나다로부터 6번 인증을 받았다.
나빌 엘더킨이 감독한 뮤직 비디오는 2010년 11월 19일에 공개되었다. 비디오에서, 마스는 로스앤젤레스를 가로질러 직립 피아노를 끌고 가는 것을 목격하고, 그가 사랑하는 사람의 집에 도착했을 때, 그는 그녀가 다른 남자와 함께 있다는 것을 알게 되고, 결국 그는 떠나기로 결심하고 자살로 끝을 맺는다. 마스는 《레이트 쇼 위드 데이비드 레터먼》과 2010년 이후 그의 모든 투어에서 〈Grenade〉를 공연했다. 그 노래는 다양한 연주자들에 의해 커버되었다. 제54회 그래미 어워드에서 올해의 레코드상과 올해의 노래상 후보에 올랐다.

## 홍보 및 발매
〈Grenade〉는 스미징턴스(마스, 로렌스, 레빈)이 작사, 작곡, 프로듀싱하였으며, 추가로 브라운, 켈리, 앤드루 와이어트가 작곡하였다. 이 곡은 로스앤젤레스의 래러비 레코딩 스튜디오에서 매니 마로퀸에 의해 믹스되었고, 크리스찬 플라타와 에릭 마드리드가 보조로 참여했다. 레빈에 의해 캘리포니아주 로스앤젤레스의 레프콘 스튜디오에서 제작되었다. 후자는 마스, 브라운과 함께 트랙의 모든 악기를 연주하고 녹음했다. 그것은 캘리포니아주 할리우드의 마르쿠센 마스터링서 스티븐 마커슨에 의해 마스터되었다.
〈Grenade〉는 2010년 9월 28일 엘렉트라 레코드의 두 번째이자 마지막 프로모션 싱글로 아이튠즈 스토어 전용으로 발매되었으며, 2010년 10월 《Doo-Wops & Hooligans》 음반이 발매되었다. 2010년 10월 21일, 디지털 스파이와의 인터뷰에서 마스는 히트 싱글 〈Just the Way You Are〉와 〈Grenade〉의 후속곡에 대한 의도를 밝혔다. 이후 《로스앤젤레스 타임스》와의 인터뷰에서 마스는 이 곡의 수신에 대해 불안하다고 고백했다. 《빌보드》에 따르면, 이 곡은 2010년 10월 엘렉트라에 의해 미국 컨템포러리 히트 라디오와 리듬 컨템포러리 방송국으로 보내졌으며, 정확한 라디오 영향 날짜는 알려지지 않았다. 이후 2011년 1월 10일 영국에서 디지털 다운로드를 통해 트랙이 발매되었다. 2011년 2월 4일, 〈Just the Way You Are〉와 〈Grenade〉의 칼 루이스 & 마틴 다니엘 클래식 믹스가 수록된 CD 싱글이 발매되었다. 2011년 5월 8일, 아이튠즈에서 다른 버전의 〈Grenade〉가 수록된 EP가 발매되었다.

## 뮤직 비디오

### 성장 및 개요
나빌 엘더킨은 로스앤젤레스에서 촬영된 이 곡의 뮤직 비디오를 감독했다. 마스는 비하인드 영상에서 "비디오의 컨셉은 이 소녀에게 내가 그녀를 위해 무엇이든 할 것이라고 말하는 나의 투쟁이기 때문에, 나는 내 마음을 다해서 노래할 수 있도록 피아노를 끌고 갈 것이다"라고 설명했다. 마스는 특수 효과의 사용과 관련된 루머에 대해 "많은 사람들이 이것이 카메라 속임수라고 생각하지만, 그것은 무거운 피아노입니다. 운 좋게도, 저는 매일 팔굽혀펴기를 800개에서 967개 정도 해왔기 때문에, 큰 문제가 아닙니다. 저는 그것을 감당할 수 있습니다." 그럼에도 불구하고, 마스는 조심스러웠다. "이 비디오의 행동들은 은유적인 역할을 하며 문자 그대로 받아들여져서는 안 된다. 나는 비주얼 미디어의 힘을 알고 있으며, 이 비디오를 보는 모든 사람들이 그것이 노래에 대한 예술적인 해석이지 모방할 것이 아니라는 것을 이해하기를 권한다"고 말했다.
뮤직 비디오는 2010년 11월 19일 MTV와 MTV.com를 통해 공개되었으며, 로스엔젤레스를 통해 밧줄이 묶인 직립 피아노를 끌고 자신이 사랑하는 여성에게 노래를 불러주려는 마스의 노력이 담겨있다. 어두운 침실에서 비가 내리는 창밖을 바라보며 노래를 부르는 장면도 나온다. 그는 양복을 입고 길을 가다가 갱단과 핏불과 마주친다. 그는 여자의 집에 도착하여 그녀가 다른 남자와 함께 있다는 것을 알았을 때, 자살 시도를 하기 위해 기차 앞에서 자신과 피아노를 끌고 간다. 열차가 브루노에게 전속력으로 다가오자 화면이 검은색으로 잘리고 영상이 끝난다.

## 곡 목록
| #  | 제목        | 재생 시간 |
| -- | ----------- | --------- |
| 1. | 〈Grenade〉 | 3:42      |

| #  | 제목                                                                | 재생 시간 |
| -- | ------------------------------------------------------------------- | --------- |
| 1. | 〈Grenade〉                                                         | 3:42      |
| 2. | 〈Just The Way You Are〉 (Carl Louis & Martin Danielle Classic Mix) | 5:17      |

| #  | 제목                              | 재생 시간 |
| -- | --------------------------------- | --------- |
| 1. | 〈Grenade〉                       | 3:42      |
| 2. | 〈Grenade〉 (The Hooligans Remix) | 3:30      |
| 3. | 〈Grenade〉 (Passion Pit Remix)   | 6:10      |
| 4. | 〈Grenade〉 (Acoustic)            | 4:09      |
| 5. | 〈Grenade〉 (Music video)         | 3:40      |

## 인증
| 국가 | 인증        | 판매량/출하량 |
| --- | ----------- | ------------- |
| 오스트레일리아 (ARIA) | 7× 플래티넘 | 490,000       |
| 오스트리아 (IFPI 오스트리아)                                                                                               | 플래티넘    | 30,000*       |
| 벨기에 (BEA) | 골드        | 15,000*       |
| 캐나다 (뮤직 캐나다) | 6× 플래티넘 | 480,000*      |
| 덴마크 (IFPI Danmark) | 2× 플래티넘 | 180,000       |
| 독일 (BVMI) | 3× 골드     | 450,000^      |
| 이탈리아 (FIMI) | 플래티넘    | 30,000*       |
| 멕시코 (AMPROFON) | 골드        | 30,000*       |
| 뉴질랜드 (RMNZ) | 2× 플래티넘 | 30,000*       |
| 스위스 (IFPI 스위스) | 3× 플래티넘 | 90,000^       |
| 영국 (BPI) | 3× 플래티넘 | 1,800,000     |
| 미국 (RIAA) | 다이아몬드  | 10,000,000    |
| 스트리밍 |             |               |
| 덴마크 (IFPI Danmark) | 플래티넘    | 100,000       |
| *판매량을 기반으로 한 인증 · ^출하량을 기반으로 한 인증 · 판매량+스트리밍을 기반으로 한 인증 · 스트리밍을 기반으로 한 인증 |             |               |